# KISS ME (氷室京介の曲)
「KISS ME」（キス・ミー）は、1992年12月7日に発売された、氷室京介の9枚目のシングル。

## 解説
- 前作から1ヵ月後と間髪を入れずリリースされた氷室最大のヒット曲。これまでに出た全てのベスト・アルバムに収録されている。
- 4thアルバム『Memories Of Blue』の先行シングルであるが自身初、唯一のミリオンセラーを記録。売上123万枚。

## 収録曲
全曲 作詞：松井五郎 / 作曲：氷室京介 / 編曲：西平彰
1. KISS ME
ブティックJOYのCMソング。
元々アルバム用として本曲を制作したが、あまりの出来の良さにシングル曲として録（）ることを決めたという。
シングルバージョンはイントロにギターとシンセのシーケンスの音が入っており、アルバムバージョンのイントロはギターのみ。
当バージョンを聴けるCDはC/W曲含め本シングルのみであるため、製造中止後は試聴が困難であったが、現在は自身のYouTubeチャンネルにてMVとは別にC/W曲含めシングルバージョンも配信されている。
2006年の『FNS歌謡祭』で、発売から14年の時を経てテレビで初披露となった[1]。
2. YOU'RE THE RIGHT

## 収録アルバム
KISS ME
- Memories Of Blue (アルバムバージョン)
- SINGLES (アルバムバージョン)
- Collective SOULS 〜THE BEST OF BEST〜 (アルバムバージョン)
- Case of HIMURO (アルバムバージョン)
- 20th Anniversary ALL SINGLES COMPLETE BEST JUST MOVIN' ON 〜ALL THE-S-HIT〜 (アルバムバージョン)
- KYOSUKE HIMURO 25th Anniversary BEST ALBUM GREATEST ANTHOLOGY (アルバムバージョン)
- L'EPILOGUE

YOU'RE THE RIGHT
- Memories Of Blue (アルバムバージョン)

## ライブ映像作品
KISS ME
- LIVE AT THE TOKYO DOME SHAKE THE FAKE TOUR
- The One Night Stands 〜TOUR "COLLECTIVE SOULS" 1998〜
- Digital BeatNix Tower
- CASE OF HIMURO 15th Anniversary Special LIVE
- SOUL STANDING BY〜
- L'EGOISTE
- SPECIAL GIGS THE BORDERLESS FROM BOØWY TO HIMURO
- KYOSUKE HIMURO LAST GIGS
- KYOSUKE HIMURO THE COMPLETE FILM OF LAST GIGS

YOU'RE THE RIGHT
- SOUL STANDING BY〜
- L'EGOISTE